# Gajapathinagaram
Gajapathinagaram uitspraakⓘ is een census town in het district Vizianagaram van de Indiase staat Andhra Pradesh. 

## Demografie
Volgens de Indiase volkstelling van 2001 wonen er 5282 mensen in Gajapathinagaram, waarvan 48% mannelijk en 52% vrouwelijk is. De plaats heeft een alfabetiseringsgraad van 60%. 